# اومیار ماولیخانوف
اومیار ماولیخانوف (روسی: Умяр Абдуллович Мавлиханов؛ ۲۴ سپتامبر ۱۹۳۷ – ۱۴ ژوئیهٔ ۱۹۹۹) شمشیرباز اهل اتحاد جماهیر شوروی سوسیالیستی بود.
وی در مسابقات کشوری و بین‌المللی در مجموع برندهٔ ۲ مدال طلا، ۱ مدال برنز شده‌است.